# Jerzy Drożdż
Jerzy Drożdż (ur. 3 lipca 1953 w Miechowie) – polski urzędnik, dyplomata, konsul generalny RP w Lille (1995–1999) i Brukseli (1999–2002).

## Życiorys
Jerzy Drożdż do ósmego roku życia wychowywał się w Miechowie. Ukończył Moskiewski Państwowy Instytut Stosunków Międzynarodowych. W 1979 rozpoczął pracę w Ministerstwie Spraw Zagranicznych. Przebywał na placówkach dyplomatycznych w Stambule (1981–1982), Ankarze (II sekretarz, 1985–1990), Paryżu (radca, 1992–1995), Od 1996 do 1998 był Konsulem Generalnym w Lille, a od 1998 do 2000 Konsulem Generalnym w Brukseli i Luksemburgu, a od lipca 2004 zastępcą stałego przedstawicielstwa RP przy Unii Europejskiej w Brukseli. W centrali pracował w Protokole Dyplomatycznym (1982–1985), Departamencie Europy (1990–1992, 2002–2003). Pełnił także funkcję wicedyrektora Departamentu Spraw Zagranicznych Kancelarii Prezesa Rady Ministrów (2003–2004). W 2013 został dyrektorem biura współpracy z zagranicą Krajowej Izby Gospodarczej. Wykładał w Wyższej Szkole Zarządzania i Przedsiębiorczości w Warszawie. Współpracował też z Akademią Dyplomatyczną MSZ.
Jerzy Drożdż jest honorowym obywatelem Miechowa. zajmuje się promowaniem ziemi miechowskiej, zainicjował współpracę partnerską rodzinnego miasta z belgijskim Herve. Mieszka w Warszawie i Brukseli.
Zna angielski, turecki, francuski.